# Agapetus bifidus
Agapetus bifidus is een schietmot uit de familie Glossosomatidae. De soort komt voor in het Nearctisch gebied.